# Kanton Nevers-Centre
Kanton Nevers-Centre (francouzsky Canton de Nevers-Centre) je francouzský kanton v departementu Nièvre v regionu Burgundsko. Tvoří ho pouze centrum města Nevers.